# ريتشارد روزنر
ريتشارد روزنر (بالإنجليزية: Richard Rosner)‏ هو طبيب نفسي أمريكي، ولد في 1941.